# 福岡県道518号南福岡停車場線
福岡県道518号南福岡停車場線（ふくおかけんどう518ごう みなみふくおかていしゃじょうせん）は、福岡県福岡市博多区を通る一般県道である。

## 概要
福岡市博多区元町1丁目から福岡市博多区東雲町（しののめまち）4丁目に至る。
JR九州鹿児島本線 南福岡駅を起点に北東に延びる県道である。起点から600 mほど進んだ場所に西鉄天神大牟田線と交差する。鉄道側が高架化されており、踏切はない。この付近で県道から外れ、北西に300 mほど進むと雑餉隈駅に行くことができる。起点から約1 km進んだ場所にある東雲町交差点で福岡県道・大分県道112号福岡日田線と交差し、終点となる。
南福岡駅だけではなく、雑餉隈駅からも近い。

### 路線データ
- 起点：福岡県福岡市博多区元町1丁目（JR九州鹿児島本線 南福岡駅）
- 終点：福岡県福岡市博多区東雲町4丁目（東雲町交差点、福岡県道・大分県道112号福岡日田線交点）

## 地理

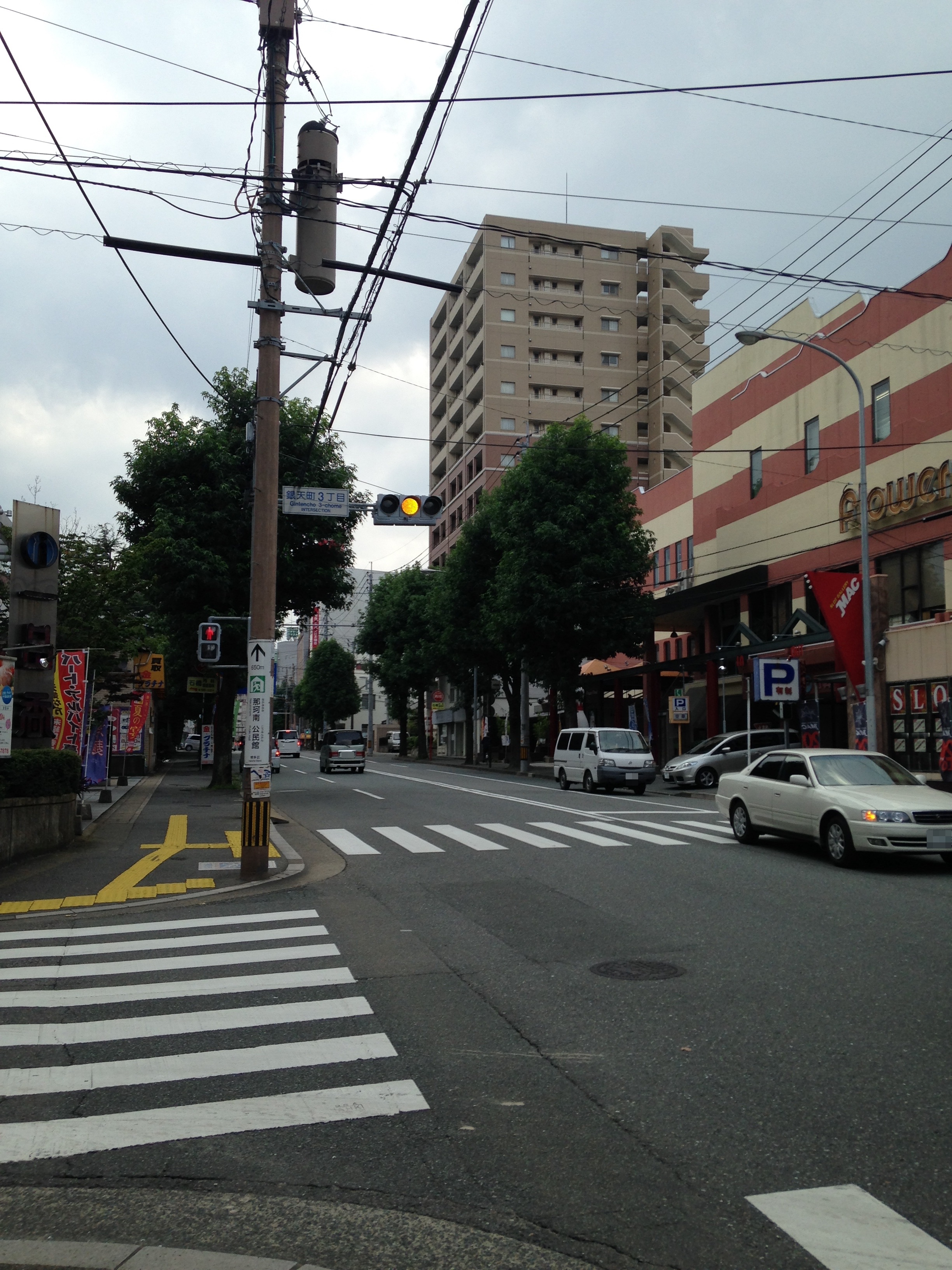
銀天町3丁目交差点から南福岡駅方面を望む

### 通過する自治体
- 福岡市（博多区）

### 交差する道路
| 交差する道路                      | 交差する場所                | 交差する場所        |
| --------------------------------- | --------------------------- | ------------------- |
| 筑紫通り                          | 竹丘町1丁目                 | 南福岡駅入口交差点  |
| 福岡県道49号大野城二丈線          | 銀天町2丁目                 |                     |
| 福岡県道・大分県道112号福岡日田線 | 東雲町（しののめまち）4丁目 | 東雲町交差点 / 終点 |

### 交差する鉄道
- 西鉄天神大牟田線

### 沿線
- JR九州鹿児島本線 南福岡駅
- 西鉄天神大牟田線 雑餉隈駅